# Jean-Pascal Quilès
 (juin 2023).
La mise en forme du texte ne suit pas les recommandations de Wikipédia : il faut le « wikifier ».
Les points d'amélioration suivants sont les cas les plus fréquents :
- Les titres sont pré-formatés par le logiciel. Ils ne sont ni en capitales, ni en gras.
- Le texte ne doit pas être écrit en capitales (les noms de famille non plus), ni en gras, ni en italique, ni en « petit »…
- Le gras n'est utilisé que pour surligner le titre de l'article dans l'introduction, une seule fois.
- L'italique est rarement utilisé : mots en langue étrangère, titres d'œuvres, noms de bateaux, etc.
- Les citations ne sont pas en italique mais en corps de texte normal. Elles sont entourées par des guillemets français : « et ».
- Les listes à puces sont à éviter, des paragraphes rédigés étant largement préférés. Les tableaux sont à réserver à la présentation de données structurées (résultats, etc.).
- Les appels de note de bas de page (petits chiffres en exposant, introduits par l'outil «  Source ») sont à placer entre la fin de phrase et le point final[comme ça].
- Les liens internes (vers d'autres articles de Wikipédia) sont à choisir avec parcimonie. Créez des liens vers des articles approfondissant le sujet. Les termes génériques sans rapport avec le sujet sont à éviter, ainsi que les répétitions de liens vers un même terme.
- Les liens externes sont à placer uniquement dans une section « Liens externes », à la fin de l'article. Ces liens sont à choisir avec parcimonie suivant les règles définies. Si un lien sert de source à l'article, son insertion dans le texte est à faire par les notes de bas de page.
- La présentation des références doit suivre les conventions bibliographiques. Il est recommandé d'utiliser les modèles {{Ouvrage}}, {{Chapitre}}, {{Article}}, {{Lien web}} et/ou {{Bibliographie}}. Le mode d'édition visuel peut mettre en forme automatiquement les références.
- Insérer une infobox (cadre d'informations à droite) n'est pas obligatoire pour parachever la mise en page.

Pour une aide détaillée, merci de consulter Aide:Wikification.
Si vous pensez que ces points ont été résolus, vous pouvez retirer ce bandeau et améliorer la mise en forme d'un autre article.
Pour les articles homonymes, voir Quilès.
Jean-Pascal Quilès, né à Casablanca le 7 novembre 1956, est un musicien, compositeur et un dirigeant d’institutions culturelles français, il est spécialisé sur les questions de politiques culturelles.
Il a intégré la diplomatie comme attaché culturel de l’Ambassade de France au Brésil après avoir été directeur adjoint de l’observatoire national des politiques culturelles (OPC) et responsable du Master 2 « Directions de projets culturels » pour l’Institut d'études politiques de Grenoble.
Il est l’auteur de plusieurs publications dans le champ des politiques culturelles.
Par ailleurs guitariste et compositeur, il pratique, en concert comme dans ses enregistrements, différents styles musicaux, de la musique contemporaine aux musiques actuelles. 

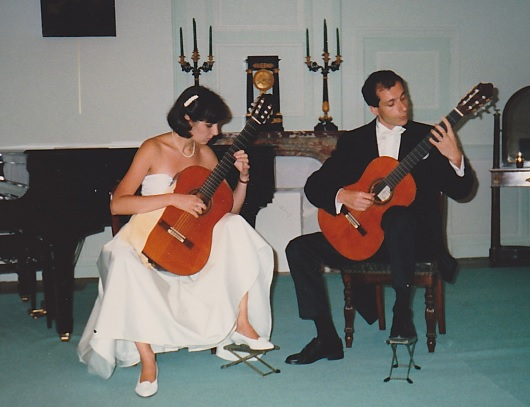
Nelly Decamp et Jean Pascal Quiles 1989

## Parcours musical
Arrivé en France au début des années 1960, il suit des études de piano classique. À l’adolescence, il entreprend l’étude de la guitare classique et du flamenco tout en jouant de la guitare électrique dans un groupe de rock.
Il étudie à l’École Normale de Musique de Paris la guitare classique, le déchiffrage et l’analyse harmonique. Il entre dans la classe internationale du maître Alberto Ponce (guitare classique) et suit les cours du Conservatoire national de région d’Aubervilliers - La Courneuve où il obtient les premiers prix en solfège/formation musicale et en guitare classique.
Il est également élève de Raymond Weber, Alain Weber (formation musicale, harmonie, écriture) et commence des études de musicologie à l’Université de Paris IV Sorbonne.
Il est admis en 1985 comme résident à la Cité Internationale des Arts de Paris. Il est par ailleurs reçu au Diplôme d’État de professeur de musique délivré par le Ministère de la Culture.
De 1989 à 1992, il est professeur de guitare classique au Conservatoire de Melun.
En 1985, il rencontre la guitariste Nelly Decamp et ils entament alors une série de récitals en France et à l’étranger.

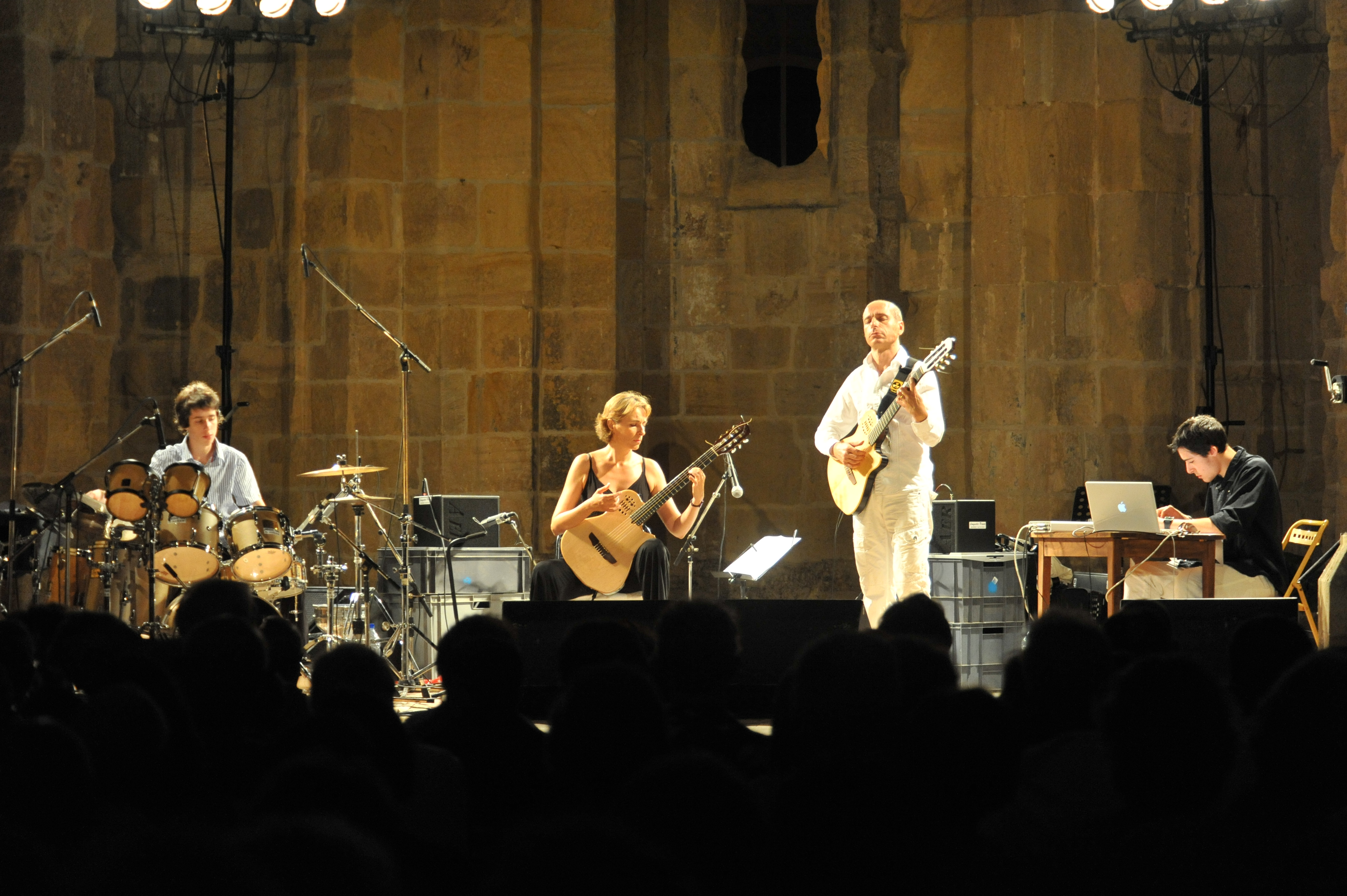
Formation Classic-Fusion (2007)

Ils se marient en 1988 et ils réalisent un premier enregistrement  Guitare en duo au Studios Aquarius à Levallois en 1989.
En 2002, ils enregistrent la musique du film Paris-Deauville pour Arte, au Studios Davout à Paris.
En 2007, il participe avec Keyvan Chemirani à l’enregistrement des principales compositions de Nelly Decamp  pour le CD « 24 août » paru chez Intégral Classic,.
En 2009 eut lieu le tournage du DVD Asturias Classic Fusion avec leurs deux fils : Robin (production électronique) et Louis (batterie percussions),.
Ils partent ensuite avec eux en tournée au Québec où ils jouent au Palais Montcalm notamment et en Corée (2011).
Avec Louis Quiles, ils enregistrent en 2012, l’album Mana Kela aux studios de l’INA avec l'ingénieur du son François Coyaut.

## Direction pédagogique, artistique et musicale
En 1990, il est nommé par la DRAC d'Ile-de-France, Directeur du Syndicat Mixte pour la gestion du conservatoire Couperin et succède à Pascal Gallois. Il occupe également le poste de Secrétaire du Comité Directeur du Festival Couperin - Festival International de Musique Baroque - dont le président était Alain Peyrefitte et le Directeur artistique Olivier Baumont.
En 1990, il devient également directeur général de l’orchestre et du chœur de Sénart nouvellement créés par Jean-Jacques Fournier et Gérard Fallour et dirigés musicalement par Laurence Equilbey, Vitali Kataef puis Marc Trautmann et Michael Dian.
Sous sa direction, l’orchestre de Sénart a à son actif plusieurs créations dont «  Le Mariage sous la mer » de Maurice Ohana, créé à la Scène Nationale de Sénart, sous la direction artistique du compositeur (enregistré par France Musique en 1992) et "Ma manière d'Arbre II" d’Alain Bancquart - (Radio France - 1992).
Jean-Pascal Quilès collabore aussi avec Colline Serreau pour le montage de plusieurs spectacles pour le jeune public avec l’Orchestre de Sénart.
En 1998, la DRAC d'Ile-de-France le nomme responsable de l’aménagement musical de la ville nouvelle de Sénart dans le cadre d’une convention triennale de développement culturel. Il développe alors un important volet en faveur du soutien aux pratiques amateurs. 

## Politiques culturelles nationales et territoriales
En 1999, Augustin Girard l’invite à rejoindre le Comité d’histoire du ministère de la culture, afin de participer au Programme interministériel d’histoire et d’évaluation des Villes Nouvelles lancé par le premier ministre de l’époque Lionel Jospin. Il écrira le chapitre « Intercommunalités, culture et villes nouvelles » de l’ouvrage « L’action culturelle dans les villes nouvelles » paru à La Documentation Française.
Il est nommé fin 1999, Directeur « Culture Innovation » de la Ville Nouvelle de Sénart.
En 1999, Jean-Jacques Aillagon l’invite à rejoindre l’Association des Directeurs des Affaires Culturelles des grandes villes de France que ce dernier avait créée avec René Rizzardo. Il devient membre du bureau national de cette association.
Il prépare le concours interne de l’ENA au Ministère de l’Économie, des Finances et de l’Industrie  (C.F.P.P.) et en 2000 il est déclaré admissible au Cycle Préparatoire à l’École Nationale d’Administration.
De 1998 à 2003 il est chargé de cours au Centre National de la Fonction Publique Territoriale (CNFPT et INET/ENA) pour la formation des administrateurs, des directeurs de l’action culturelle, des professeurs d'art dramatique, des assistants d’enseignement artistique.
En 2004, il rejoint l’observatoire des politiques culturelles comme directeur adjoint,,.
Par délégation de l’IEP de Grenoble, il prend la direction du programme du Master 2 en formation continue « Direction de projets culturels »,.                                   
Il est régulièrement invité pour des  auditions auprès de la Commission des affaires culturelles du Sénat et pour des débats sur les politiques culturelles.
Il dirige en 2012 le « Guide du mécénat culturel territorial » et rédige plusieurs articles dont un spécifique sur le financement de la culture au Brésil. Il anime de nombreuses formations, ateliers ou colloques au sujet du mécénat.
Il participe jusqu’en 2012 au « Groupe de réflexion sur le classement des métropoles culturelles mondiales » confié à Daniel Janicot par le Président de la République, Nicolas Sarkozy, dans le cadre de la mission pour le développement culturel du Grand Paris.
Depuis 2019, il conseille l’agglomération de Grand Paris Sud sur sa future politique événementielle 2020-2024.

## Coopération culturelle internationale - Diplomatie Culturelle.
Pour le Ministère des Affaires étrangères, il effectue deux missions en 2010 à Pékin, Canton, Shenzhen, Wuhan, Shenyang concernant la formation des agents du Ministère de la culture Chinois.
Il pilote en 2010 et 2011 deux missions au Brésil et rédige deux rapports concernant le projet d’une plateforme internationale pour le développement des Politiques Culturelles Brésiliennes.
En appui sur les relations internationales du conseil général de l’Isère et le MAE, il participe depuis l’OPC à une mission sur la Région Souss Massa Drâa (Agadir) au Maroc, afin de mettre en œuvre l’Agence culturelle de la Région.
De 2004 à 2014, il est responsable du module « Les politiques culturelles et leur administration » du programme international « Courants du Monde » (MAEDI/MCC/MCM).
En 2014, il est recruté par le Ministère des Affaires Étrangères comme Attaché Culturel pour le Brésil, poste qu’il occupera jusqu’en septembre 2018 auprès de trois ambassadeurs successifs : Denis Pietton, Laurent Bili et Michel Miraillet.
Jusqu'en 2014, il fut membre du groupe de travail « Diversité Culturelle et Numérique » piloté par Divina Frau Megs auprès de la Commission Nationale Française pour l’Unesco. Il écrit l’article sur « Territoires numériques » du glossaire sur « La diversité culturelle à l’ère du numérique ».
En 2016, à la demande du ministère de la culture du Brésil, il publie un article sur la participation et la décentralisation culturelle en France,.
En mars 2023, le duo Decamp - Quiles sort son album remastérisé.

## Discographie
- 1989 : Duo Decamp - Quiles
- 2007 : 24 août
- 2009 : DVD Live Asturias / Classic Fusion
- 2013 : Mana Kela
- 2023 : Duo Decamp - Quiles Remastering

## Compositions
- 2007 : L’ile de Juan Fernandez
- 2008 : Mana Kela (avec Nelly Decamp)
- 2008 : Algeciras
- 2008 : A Rena Bianca (avec Nelly Decamp)
- 2012 : Lift (avec Nelly Decamp)
- 2012 : 15e étage (avec Nelly Decamp, Louis et Robin Quiles)

## Ouvrages et publications[27],[28]
- Développement culturel, politique de la ville et dynamique urbaine - 2e volet : séminaire d'observation / réflexion. Observatoire des politiques culturelles (L'observatoire), été 2004, no 26, p. 17-20.
- « Intercommunalités, culture et villes nouvelles » in L’action culturelle dans les villes nouvelles – La documentation Française – 2004[29]
- Décentralisation culturelle : nouvelle étape. - Observatoire des Politiques Culturelles (L'), hiver 2005, no 27, p. 25-54- QUILES, Jean-Pascal, DUPUY, Sandrine.
- La réforme des écoles supérieures d'art : vers un nouveau partenariat pour les collectivités territoriales ? / SAEZ Jean-Pierre, QUILES Jean-Pascal - Observatoire des Politiques Culturelles : Grenoble, 2009.
- Ministère de la culture : 50 ans ! et après ? / SAEZ Jean-Pierre . QUILES Jean-Pascal. (Entretien avec Catherine Tasca, Jacques Toubon, Jacques Rigaud)- Observatoire des Politiques Culturelles : Grenoble, 2009. - p. 3-19
- « Mécénat Culturel Territorial » Jean- pascal Quiles, Marianne Camus Bouziane (dir.), (Préface de Jacques Rigaud) Territorial Éditions 2012[19],[30]
- "Culture et Territoires : vers de nouvelles coopérations des acteurs artistiques et culturels ? Jean Pascal Quiles – Lisa Pignot (dir.) " Éditions de l’OPC et Librairie des Territoires – 2013[31].
- Article « Territoires numériques » p. 283,in Glossaire de la diversité culturelle à l’ère du numérique Divina Frau-Meigs Alain Kiyindou (dir.) – La documentation Française - 2015[32]
- « A descentralização cultural e a participação na França : processos e caraterísticas» in Seminário Internacional Sistemas de Cultura: Política e Gestão Cultural Descentralizada e Participativa - p. 117 –  (ISBN 978-85-7004-338-2) - Ministério da Cultura – Fundação Casa de Riu Barbosa[24].

## Interventions publiques
- Octobre 2004 : Centre Pompidou : La lecture et l’intercommunalité en Ile-de-France
- Juin 2004 : Paris - École Nationale des Ponts et Chaussée : Journée d’étude sur les Villes Nouvelles[33]
- Décembre 2004 : Acteurs du spectacle vivant et dynamique de territoires : « quelles nouvelles relations sont à tisser entre les élus et les professionnels » ? Le Compas, modération du colloque avec Jacques Rigaud
- 2004 - 2008 : Séminaires de formation sur les modes de gestion et l’EPCC de l’OPC avec Eric Baron.
- Juin 2005 : « Mécénat et management une rencontre insolite » Auditorium du Louvre Mission Mécénat en présence du Ministre de la Culture.
- 23 au 26 novembre 2006 (Réseau Les rencontres) : « Quels réseaux culturels européens pour demain ? » Belfast (Irlande du Nord)
- Mars 2007 : « Financer la culture en Europe : quel partenariat entre secteur public et secteur privé ? » - «  La rencontre de Séville (Réseau Les rencontres)»
- 2007 - 2010 : Cycle de séminaires de réflexion et de concertation : Organisé par le Conseil général de l'Ardèche, la Direction régionale des affaires culturelles Rhône—Alpes, en partenariat avec l'Observatoire des politiques culturelles
- Mars 2007 : La place du projet culturel dans le développement local, trois journées de séminaire avec les acteurs locaux - Agence culturelle d’Alsace – Saverne, Sélestat.
- Mars 2007 : Agenda 21 de la culture : colloque national, organisé avec l’ENCAT à Lyon.
- Décembre 2007 : Nouvelles mobilités, nouveaux rythmes : Quels enjeux pour les services publics de la culture ? Entretiens territoriaux de Strasbourg[34] - INET.
- Décembre 2007 :Observation et évaluation dans le domaine culturel - Séminaire de réflexion et formation à Bordeaux (IDDAC et Observatoire culturel d’Aquitaine).
- Février 2008 : Les politiques publiques de la culture et enjeux territoriaux – Bourse Rideau – Québec, Canada.
- 2008 : Comportements des publics : présentation de l’étude réalisée par l’OPC sur les pratiques culturelles des grenoblois à Grenoble sur France Culture.
- 2012 : Grand débat organisé aux Biennales Internationales du Spectacle (BIS), sur le thème "Politiques culturelles : quelles réformes ? Quels modèles pour demain ?"[18]
- 2012 : Séminaire international – Salvador de Bahia[21]
- 2015 : Séminaire international de Politiques Culturelles (Brasilia) Gestão cultural descentralizada e participativa[24].
- Mai 2017 : Belo Honrizonte (Brésil) : Forum « Politicas culturais em debate » - Construção de uma plataforma internacional colaborativa.
- Juin 2018 : Belo Horizonte (Brésil) : Forum « Politicas culturais em debate 2 » - Direitos Culturais.